# Earophila senna
Earophila senna là một loài bướm đêm trong họ Geometridae.